# 이자람
이자람(1979년 8월 15일~ )은 대한민국의 국악인이자 음악인이다.

## 생애
1979년 8월 19일에 이규대와 조연구의 셋째 딸로 태어났다.
중요 무형 문화재 5호 판소리(춘향가, 적벽가)의 이수자로서, 1999년 10월 춘향가 8시간 완창에 성공하여, 최연소 춘향가 8시간 완창기록을 기네스북에 올리기도 하였다. 2008년 7월에는 브레히트의 《사천의 선인》에서 착안한 사천가를, 2011년 5월에는 브레히트의 《억척어멈과 자식들》을 모티브로 하는 억척가를 각각 성공적으로 완성시키며, 명실공히 대한민국을 대표하는 젊은 국악인으로 손꼽히고 있다.
최근에는 주요섭의 <추물>, <살인>을 소재로 한 <판소리단편선1_주요섭>을 작창하여 2014년 2월 20일~ 2월 22일 공연을 마쳤고, 2014년 8월 16일 ~ 8월 17일에는 가브리엘 가르시아 마르케스의《이방의 순례자들》에 수록되어 있는 <대통령 각하, 즐거운 여행을(원제 : Bon Voyage, Mr.President!)>의 내용을 기초로 한 <이방인의 노래>를 공연하였다.
동시에, 이자람은 밴드 보컬리스트(겸 기타리스트)로서의 활동도 성실하게 하고 있다. 이자람을 주축으로 결성된 아마도 이자람 밴드는 2004년에 결성되어 현재까지 활동을 하고 있으며, 2009년 2월 9일 싱글 음반 《슬픈 노래》, 2013년 3월 20일 싱글 음반 《우아하게》, 2013년 4월 9일 정규 음반 1집 《데뷰》, 2014년 4월 17일 정규 음반 (공식적인 2집은 아닌 것으로 확인) 《크레이지 배가본드》를 각각 발표했다.
나아가 이자람은 뮤지컬에도 참여하여, 2010년부터 뮤지컬 《서편제》의 여주인공 '송화'역을 맡아 연기하였고, 2014년 제8회 더 뮤지컬 어워즈에서 위 작품으로 여우주연상을 수상하게 된다.
반면 이자람을 언급할 때 1984년도의 <내 이름(예솔아!)>가 빠지지 않고 언급되는데, 위 노래에서 등장하는 예솔이가 지금의 이자람인 것은 익히 알려진 사실이다.
서울대학교 국악과 학사, 석사과정을 마치고 현재 박사과정에 재학 중에 있다.

## 학력
- 등촌초등학교 졸업
- 국립국악중학교 졸업
- 국립국악고등학교 졸업
- 서울대학교 국악과 학사 졸업
- 서울대학교 대학원 국악과 석사 졸업
- 서울대학교 대학원 국악과 박사 졸업

## 작품활동

### 창극

#### 작창 및 작곡
- 2019, 2021, 2023년 창극 <패왕별희[5]>
- 2023년 창극 <정년이[6]>
- 2021,2022년 창극 <나무, 물고기, 달[7]>
- 2018년 창극 <소녀가[8]>
- 2017 창극 <흥보씨[9]>

#### 음악감독
- 2019, 2021, 2023년 창극 <패왕별희>
- 2023년 창극 <정년이>
- 2021,2022년 창극 <나무, 물고기, 달>
- 2018년 창극 <소녀가>
- 2017 창극 <흥보씨>

#### 그 외
- 2018년 창극 <소녀가> (극본 및 연출)

### 판소리

#### 작창
- 2019년 <노인과 바다[10]>
- 2014년 <이방인의 노래[11]>, <판소리 단편선_주요섭:추물/살인>
- 2011년 <억척가[12]>
- 2007년 <사천가[13]>

#### 극본
- 2019년 <노인과 바다>
- 2016년 <여보세요[14]>
- 2014년 <이방인의 노래>, <판소리 단편선_주요섭:추물/살인[15]>
- 2011년 <억척가>
- 2007년 <사천가>

#### 소리꾼(배우)
- 2019년 <노인과 바다>
- 2014년 <이방인의 노래>
- 2011년 <억척가>
- 2007년 <사천가>

#### 연출
- 2016년 <여보세요>

### 뮤지컬 및 총체극

#### 작창
- 2010, 2012, 2014, 2017, 2022년 뮤지컬 <서편제[16]>
- 2023년 총체극 <순신[17]>

#### 극본
- 2023년 총체극 <순신> - 공동극본

#### 배우
- 2010, 2012, 2014, 2017, 2022년 뮤지컬 <서편제>
- 2023년 총체극 <순신>
- 2019년 총체극 <도리안 그레이의 초상[18]>

### 연극

#### 음악감독
- 2017년 <20세기 건담기[19]>
- 2015년 <문제적인간, 연산>

#### 배우
- 2021, 2022년 <Oil[20]> : 메이 역
- 2023년 <OTHELLO[21]>: 에밀리아 역
- 2015년 <문제적인간, 연산[22]> : 장녹수 역

### 방송

#### TV
- 2001년 KBS 《가요플러스》
- 2004년 EBS 《국악세상》

#### 드라마
- 1983년 KBS 1TV 《고교생 일기》
- 2022년 파라마운트+, TVING 《헤일로》 - 마드리갈 장로 역(특별출연)
- 2024년 tvN 《정년이》 (특별출연)
- 2024년 디즈니+ 《조명가게》 - 김서령 역 (특별출연)

#### 라디오
- 2005년 ~ 2006년 MBC FM4U 뮤직스트리트(1부)

### 영화
- 2019년 《히치하이크》 - 석정 역

### 뮤직비디오
- 2021년 신승은 《하하하하》

### CF
- 1986년 대일완구(현 미미월드) 《미미의 집》

## 같이 보기
- 아마도 이자람 밴드